# Ugia insuspecta
Ugia insuspecta là một loài bướm đêm trong họ Erebidae.